# Wilhelm Studer
Wilhelm „Willi” Studer (ur. 17 grudnia 1912 w Zurychu, zm. 1 marca 1996 w Wetzikon) – szwajcarski elektronik-samouk, konstruktor odbiorników radiowych, elektronicznego sprzętu pomiarowego i magnetofonów.
Założyciel (5 stycznia 1948 roku w Herisau w Szwajcarii) i długoletni właściciel firmy „Willi Studer, Fabrik für elektronische Apparate” znanej później pod nazwą Studer, względnie Studer Revox, produkującej wysokiej klasy urządzenia audio (początkowo głównie magnetofony szpulowe) pod markami Studer (do zastosowań profesjonalnych) i Revox – dla wymagających użytkowników domowych.